# Franjevački samostan i crkva Uznesenja Blažene Djevice Marije u Jastrebarskom
Franjevački samostan s crkvom Uznesenja Blažene Djevice Marije je rimokatolička crkva u gradu Jastrebarskom, zaštićeno kulturno dobro.

## Opis dobra
Franjevački samostan s crkvom nalazi se u jastrebarskom polju, nedaleko grada Jastrebarskog. Sklop je izgrađen u 16. st., a krajem 17. st. započinju radovi na proširenju i pregradnjama koji će potrajati do sredine 18. st. Crkva je jednobrodna, pravokutnog tlocrta, s nešto užim, pravokutnim, izduljenim svetištem. Ima ulazni trijem u širini lađe i zvonik sjeverno od trijema, a uz sjeverni zid lađe kapelu oktogonalne osnove. Na južnoj strani je samostan, tradicionalna četverokrilna građevina s klaustrom omeđenim arkadnim trjemovima. Crkva je značajan primjer ranobarokne dvoranske građevine koja zajedno sa samostanom tradicionalnog koncepta čini skladnu cjelinu baroknog ritma i odnosa.

## Zaštita
Pod oznakom Z-1453 zavedena je kao nepokretno kulturno dobro – pojedinačno, pravna statusa zaštićena kulturnog dobra, klasificirano kao "sakralna graditeljska baština".